# Campamento Militar Isla Guadalupe (Baja California)
El Campamento Militar Isla Guadalupe, es una localidad mexicana del municipio de Ensenada, Baja California. Se ubica en la Isla Guadalupe, a una altitud de 640 m s. n. m. Se distingue por ser la localidad más occidental de México y de América Latina.
En 2005, el INEGI registró una población de 150 habitantes en esta localidad, en su mayoría militares.